# The Best in the World Pack
The Best in the World Pack è il terzo EP del rapper canadese Drake, pubblicato il 15 giugno 2019 per le etichette Frozen Moments, OVO Sound e Republic Records. L'EP contiene due singoli, Omertà e Money in the Grave, quest'ultimo con il featuring di Rick Ross. Diverse testate giornalistiche hanno fatto notare che questo è il primo progetto di Drake ad essere pubblicato fuori dalle etichette Cash Money Records e Young Money Entertainment.

## Antefatti
Drake ha pubblicato la copertina di entrambi i singoli sui social media il 14 giugno 2019. Dopo la vittoria dei Toronto Raptors del titolo NBA, il rapper ha pubblicato l'EP come festeggiamento. Drake è noto per essere tifoso dei Toronto Raptors, nonché suo ambasciatore globale.

## Tracce
1. Omertà – 3:40 (testo: Aubrey Graham, OZ, Eyobed Getachew, Dominik Patrzek, Boi-1da – musica: OZ, EY, Deats)
2. Money in the Grave (feat. Rick Ross) – 3:25 (testo: Aubrey Graham, William Roberts, Ljay Currie, Cydney Dade, Anton Joergensen – musica: Cydney Christine, Currie, Asoteric)

## Formazione
Musicisti
- Drake - voce, testi
- Rick Ross - voce, testi

Produzione
- OZ - produzione
- Eyobed Getachew - produzione
- Dominik Patrzek - produzione
- Boi-1da - produzione
- Cydney Christine - produzione
- Currie - produzione
- Asoteric - produzione
- 40 - missaggio
- Harley Arsenault  - assistente missaggio
- Greg Moffet  - assistente missaggio
- Les "Bates" Bateman  - ingegneria
- Lindsay Warner  - ingegneria